# Dora del Hoyo

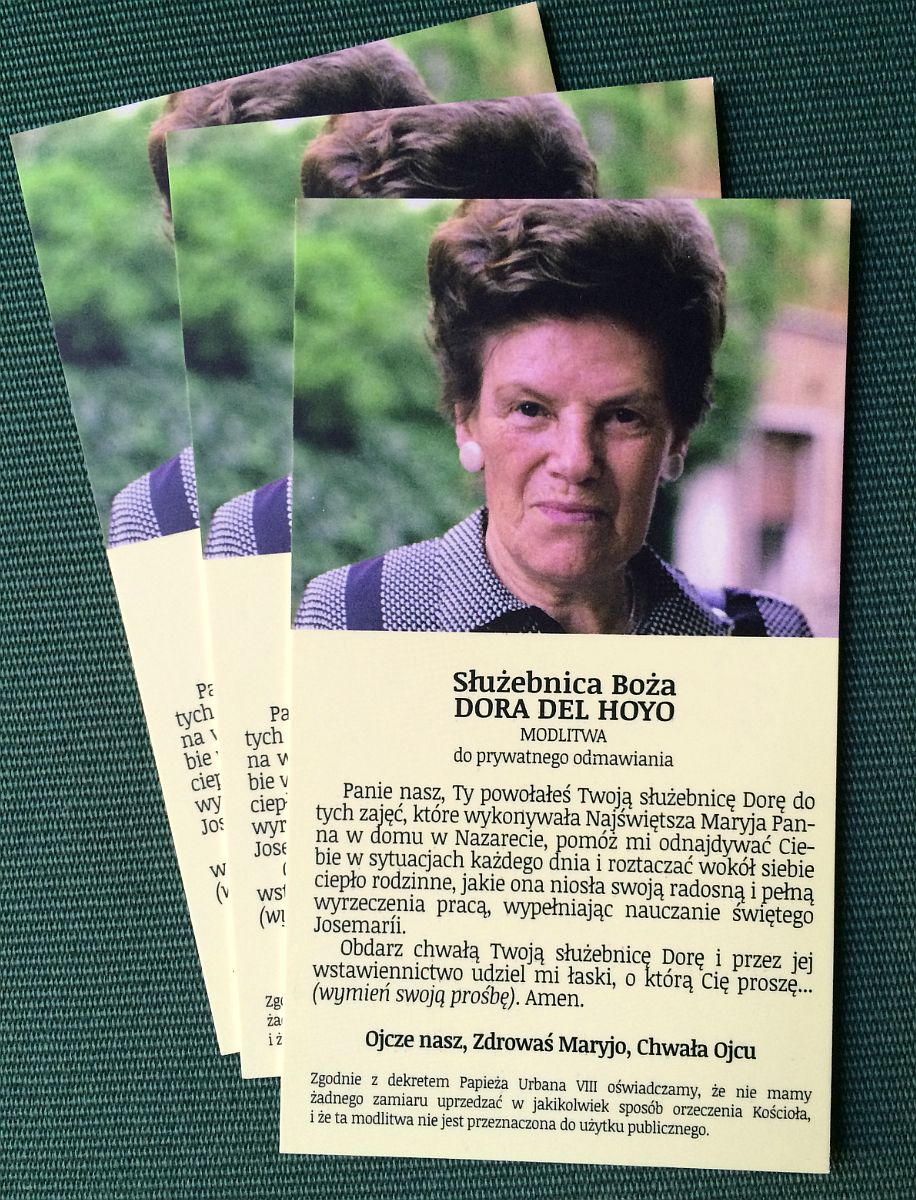
Dora del Hoyo na obrazkach z modlitwą do prywatnego odmawiania

Dora del Hoyo Alonso (ur. 11 stycznia 1914 w miejscowości Boca de Huérgano, zm. 10 stycznia 2004 w Rzymie) – hiszpańska służebnica Boża, pierwsza numeraria pomocnicza Opus Dei.

## Życiorys
Urodziła się w głęboko wierzącej rodzinie. W wieku 29 lat poznała Opus Dei, pracując w Administracji Rezydencji Moncloa  w Madrycie. W dniu 14 marca 1946 roku w Bilbao poprosiła o przyjęcie jako numeraria pomocnicza Opus Dei. W grudniu 1946 r., odpowiadając na zaproszenie św. Josemarii, zamieszkała w Rzymie, by współpracować w prowadzeniu domu w siedzibie Prałatury. Od tamtej pory mieszkała Rzymie aż do śmierci.
Zmarła 10 stycznia 2004 roku dzień przed ukończeniem 90 roku życia. Osobiście poznała św. Josemarię Escrivę, założyciela Opus Dei, oraz jego następcę, bł. Alvaro del Portillo.
12 stycznia 2004 r. biskup Javier Echevarría, prałat Opus Dei, koncelebrował w bazylice św. Eugeniusza uroczysty pogrzeb Dory del Hoyo, na którym obecni byli wierni Opus Dei z pięciu kontynentów.
Za swoje zasługi dla Opus Dei, Prałat Opus Dei, biskup Javier Echevarria, polecił, by pochowano ją w krypcie Kościoła Prałackiego Matki Bożej Pokoju przy Viale Bruno Buozzi 75 w Rzymie.
W dniu 18 czerwca 2012 roku bp Javier Echevarría zainicjował w Rzymie proces kanonizacyjny Dory del Hoyo. Postulatorem  procesu jest ks. prof. Jose Luis Gutierrez.